# Gabriele Martins
Gabriele Martins, geborene Gabriele Riemann (* 1. Juni 1962 in Aschersleben) ist eine ehemalige deutsche Langstreckenläuferin, die für die DDR startete.
1980 wurde sie als 17-Jährige Dritte bei den DDR-Hallenmeisterschaften über 1500 Meter.
1981 gewann sie ihren ersten DDR-Meistertitel auf ihrer Hauptstrecke den 3000 Metern in der Halle.
1982 verteidigte sie ihren Hallentitel aus dem Vorjahr mit DDR-Hallenbestleistung von 9:21,8 min. Die Freiluftsaison begann mit einem zweiten Platz bei den nationalen Titelkämpfen im Crosslauf. Diesen Platz belegte sie auch im Mai bei den von den DDR-Meisterschaften ausgelagerten Lauf über 3000 Meter knapp hinter Ulrike Bruns. Es folgten Einsätze auf ihrer Hauptstrecke in der DDR-Nationalmannschaft bei Länderkämpfen gegen Großbritannien und Belgien in London, gegen die Sowjetunion in Cottbus und gegen die USA in Karl-Marx-Stadt. Beim abschließenden IAAF-Nationen-Cup Ende September in Tokio trug sie als Zweite bei ihrem ersten 10.000-Meter-Lauf mit DDR-Rekord von 32:54,99 min zum Erfolg der DDR bei.
1983 verbesserte sie nach ihrer Heirat mit den Fußballspieler Bernd Martins beim Länderkampf gegen Ungarn in Budapest mit 8:52,84 min ihre DDR-Hallenbestleistung über 3000 Meter, die erst nach fünf Jahren von Kathrin Ullrich unterboten wurde. Bei den folgenden DDR-Hallenmeisterschaften machte sie über 3000 Meter ihren Titel-Hattrick perfekt und wurde noch Dritte über 1500 Meter.
1984 errang sie auf ihrer Hauptstrecke in der Halle ihren vierten Titel in Folge und belegte bei den DDR-Meisterschaften wie 1982 den zweiten Platz hinter Ulrike Bruns. Danach erfolgte der Umstieg auf die Marathondistanz.
1985 kam sie bei ihrem zweiten Marathon dem IAAF-Weltcup-Marathon in Hiroshima auf den 22. Platz mit 2:43:43 h und wurde Dritte in der Mannschaftswertung mit Katrin Dörre (Erste) und Birgit Weinhold (19. Platz). Bei den DDR-Meisterschaften folgten zweite Plätze über 10.000 Meter hinter Ines Bibernell und beim Leipzig-Marathon mit 2:35:36 h hinter Birgit Weinhold, der als Meisterschaftslauf ausgeschrieben war. Beim Europacup-Marathon in Rom kam sie als Zweite mit 2:32:23 h hinter Dörre und vor Weinhold ins Ziel und gewann mit beiden die Mannschaftswertung.
1986 trat sie letztmals in Erscheinung, als sie Zweite mit 2:32:38 h beim Nagoya Women’s Marathon hinter Katrin Dörre wurde.
Gabriele Martins startete für den SC Dynamo Berlin und wurde von Jürgen Haase trainiert. Bei einer Größe von 1,69 m hatte sie ein Wettkampfgewicht von 52 kg. Während ihrer sportlichen Karriere war sie Studentin für die Unterstufenlehre.

## Persönliche Bestleistungen
- 0800 m: 2:07,1 min, 2. Juni 1979, im Zentralstadion von Leipzig
- 1000 m: 2:46,38 min, 2. August 1981, im Georgij-Dimitroff-Stadion von Erfurt
- 1500 m: 4:04,0 min, 18. August 1982, im Stadion Luftschiffhafen von Potsdam
- 3000 m: 8:48,46 min, 19. Mai 1984, im Heinz-Steyer-Stadion von Dresden
  - Halle: 8:52,84 min, 12. Februar 1983, im Sportcsarnok von Budapest
- 10.000 m: 32:54,99 min, 24. September 1982, im Nationalstadion von Tokio
- 25 km: 1:32:37 h, 13. April 1985, Hiroshima
- Marathon: 2:32:23 h, 15. September 1985, Rom